# Championnats du monde de patinage artistique 2018
Navigation
Mondiaux 2017 Mondiaux 2019
Les championnats du monde de patinage artistique 2018 ont lieu du 19 au 25 mars 2018 au Mediolanum Forum à Milan en Italie. 

## Qualifications
Les patineurs sont éligibles à l'épreuve s'ils représentent une nation membre de l'Union internationale de patinage (International Skating Union en anglais) et s'ils ont atteint l'âge de 15 ans avant le 1er juillet 2017. Les fédérations nationales sélectionnent leurs patineurs en fonction de leurs propres critères, mais l'Union internationale de patinage exige un score minimum d'éléments techniques (Technical Elements Score en anglais) lors d'une compétition internationale avant les championnats du monde.

### Score minimum d'éléments techniques
L'Union internationale de patinage stipule que les notes minimales doivent être obtenues lors d'une compétition internationale senior reconnue par elle-même au cours de la saison en cours ou précédente, au plus tard 21 jours avant le premier jour d'entraînement officiel. 
| Score minimum d'éléments techniques                                                         | Score minimum d'éléments techniques | Score minimum d'éléments techniques |
| Discipline                                                                                  | Programme court                     | Programme libre                     |
| Messieurs                                                                                   | 34.00                               | 64.00                               |
| Dames                                                                                       | 27.00                               | 47.00                               |
| Couples                                                                                     | 25.00                               | 43.00                               |
| Danse sur glace                                                                             | 29.00                               | 39.00                               |
| ------------------------------------------------------------------------------------------- | ----------------------------------- | ----------------------------------- |
| Les scores des programmes courts et libres peuvent être obtenus à différentes compétitions. |                                     |                                     |

### Nombre d'inscriptions par discipline
Sur la base des résultats des championnats du monde 2017, l'Union internationale de patinage autorise chaque pays à avoir de une à trois inscriptions par discipline.
| Nombre d'inscriptions                                             | Messieurs                          | Dames                                | Couples                            | Danse sur glace      |
| ----------------------------------------------------------------- | ---------------------------------- | ------------------------------------ | ---------------------------------- | -------------------- |
| 3                                                                 | Japon États-Unis                   | Russie Canada États-Unis             | Chine Russie Canada                | Canada États-Unis    |
| 2                                                                 | Chine Espagne Canada Russie Israël | Japon Italie Kazakhstan Corée du Sud | Allemagne France Italie États-Unis | France Russie Italie |
| Si non répertorié ci-dessus, une seule inscription est autorisée. |                                    |                                      |                                    |                      |

## Podiums
| Épreuves                            | Or                                      | Argent                              | Bronze                        |
| ----------------------------------- | --------------------------------------- | ----------------------------------- | ----------------------------- |
| Messieurs résultats détaillés       | Nathan Chen                             | Shoma Uno                           | Mikhail Kolyada               |
| Dames résultats détaillés           | Kaetlyn Osmond                          | Wakaba Higuchi                      | Satoko Miyahara               |
| Couples résultats détaillés         | Aljona Savchenko / Bruno Massot         | Evgenia Tarasova / Vladimir Morozov | Vanessa James / Morgan Ciprès |
| Danse sur glace résultats détaillés | Gabriella Papadakis / Guillaume Cizeron | Madison Hubbell / Zachary Donohue   | Kaitlyn Weaver / Andrew Poje  |

## Tableau des médailles
| Rang  | Nation     | Or | Argent | Bronze | Total |
| ----- | ---------- | -- | ------ | ------ | ----- |
| 1     | États-Unis | 1  | 1      | 0      | 2     |
| 2     | France     | 1  | 0      | 1      | 2     |
| 2     | Canada     | 1  | 0      | 1      | 2     |
| 4     | Allemagne  | 1  | 0      | 0      | 1     |
| 5     | Japon      | 0  | 2      | 1      | 3     |
| 6     | Russie     | 0  | 1      | 1      | 2     |
| Total | Total      | 4  | 4      | 4      | 12    |

## Détails des compétitions

### Messieurs

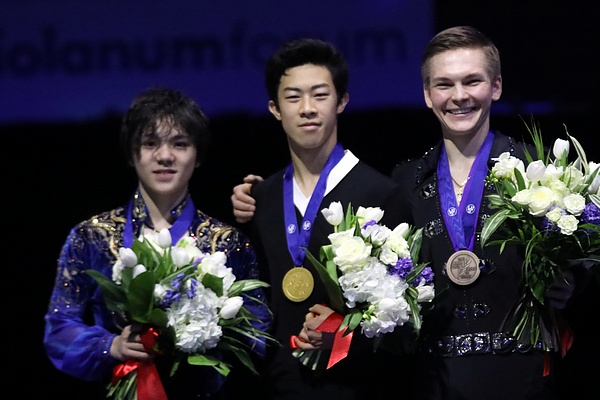
Podium des Messieurs

| Rang                                        | Nom                 | Pays           | Points | Programme court | Programme court | Programme libre | Programme libre |
| ------------------------------------------- | ------------------- | -------------- | ------ | --------------- | --------------- | --------------- | --------------- |
| 1                                           | Nathan Chen         | États-Unis     | 321.40 | 1               | 101.94          | 1               | 219.46          |
| 2                                           | Shoma Uno           | Japon          | 273.77 | 5               | 94.26           | 2               | 179.51          |
| 3                                           | Mikhail Kolyada     | Russie         | 272.32 | 2               | 100.08          | 4               | 172.24          |
| 4                                           | Alexei Bychenko     | Israël         | 258.28 | 7               | 90.99           | 7               | 167.29          |
| 5                                           | Kazuki Tomono       | Japon          | 256.11 | 11              | 82.61           | 3               | 173.50          |
| 6                                           | Deniss Vasiļjevs    | Lettonie       | 254.86 | 9               | 84.25           | 5               | 170.61          |
| 7                                           | Dmitri Aliev        | Russie         | 252.30 | 13              | 82.15           | 6               | 170.15          |
| 8                                           | Keegan Messing      | Canada         | 252.30 | 6               | 93.00           | 11              | 159.30          |
| 9                                           | Misha Ge            | Ouzbékistan    | 249.57 | 8               | 86.01           | 9               | 163.56          |
| 10                                          | Michal Březina      | Tchéquie       | 243.99 | 17              | 78.01           | 8               | 165.98          |
| 11                                          | Max Aaron           | États-Unis     | 241.49 | 15              | 79.78           | 10              | 161.71          |
| 12                                          | Alexander Majorov   | Suède          | 237.79 | 10              | 82.71           | 13              | 155.08          |
| 13                                          | Keiji Tanaka        | Japon          | 236.66 | 14              | 80.17           | 12              | 156.49          |
| 14                                          | Vincent Zhou        | États-Unis     | 235.24 | 3               | 96.78           | 19              | 138.46          |
| 15                                          | Paul Fentz          | Allemagne      | 230.92 | 12              | 82.49           | 16              | 148.43          |
| 16                                          | Romain Ponsart      | France         | 229.20 | 16              | 79.55           | 14              | 149.65          |
| 17                                          | Matteo Rizzo        | Italie         | 225.44 | 18              | 77.43           | 17              | 148.01          |
| 18                                          | Brendan Kerry       | Australie      | 223.85 | 19              | 74.99           | 15              | 148.86          |
| 19                                          | Jin Boyang          | Chine          | 223.41 | 4               | 95.85           | 23              | 127.56          |
| 20                                          | Daniel Samohin      | Israël         | 214.01 | 20              | 72.78           | 18              | 141.23          |
| 21                                          | Julian Yee          | Malaisie       | 209.03 | 21              | 72.43           | 20              | 136.60          |
| 22                                          | Donovan Carrillo    | Mexique        | 200.76 | 24              | 68.13           | 21              | 132.63          |
| 23                                          | Slavik Hayrapetyan  | Arménie        | 199.72 | 23              | 68.18           | 22              | 131.54          |
| 24                                          | Phillip Harris      | Royaume-Uni    | 187.69 | 22              | 68.59           | 24              | 119.10          |
| Patineurs éliminés après le programme court |                     |                |        |                 |                 |                 |                 |
| 25                                          | Nam Nguyen          | Canada         |        | 25              | 67.79           | NC              | NC              |
| 26                                          | Moris Kvitelashvili | Géorgie        |        | 26              | 67.01           | NC              | NC              |
| 27                                          | Stéphane Walker     | Suisse         |        | 27              | 65.79           | NC              | NC              |
| 28                                          | Burak Demirboğa     | Turquie        |        | 28              | 65.43           | NC              | NC              |
| 29                                          | Ivan Pavlov         | Ukraine        |        | 29              | 64.18           | NC              | NC              |
| 30                                          | Chih-I Tsao         | Taipei chinois |        | 30              | 64.06           | NC              | NC              |
| 31                                          | Larry Loupolover    | Azerbaïdjan    |        | 31              | 61.82           | NC              | NC              |
| 32                                          | Abzal Rakimgaliev   | Kazakhstan     |        | 32              | 61.19           | NC              | NC              |
| 33                                          | Kim Jin-seo         | Corée du Sud   |        | 33              | 60.72           | NC              | NC              |
| 34                                          | Nicholas Vrdoljak   | Croatie        |        | 34              | 59.74           | NC              | NC              |
| 35                                          | Valtter Virtanen    | Finlande       |        | 35              | 55.49           | NC              | NC              |
| 36                                          | Ihor Reznichenko    | Pologne        |        | 36              | 51.70           | NC              | NC              |
| 37                                          | Javier Raya         | Espagne        |        | 37              | 50.00           | NC              | NC              |

### Dames

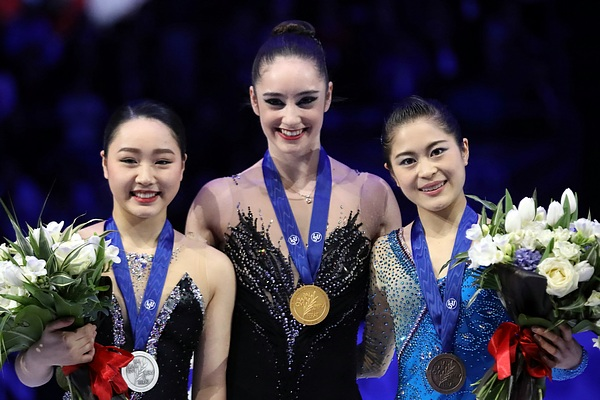
Podium des Dames

| Rang                                          | Nom                      | Pays           | Points  | Programme court | Programme court | Programme libre | Programme libre |
| --------------------------------------------- | ------------------------ | -------------- | ------- | --------------- | --------------- | --------------- | --------------- |
| 1                                             | Kaetlyn Osmond           | Canada         | 223.23  | 4               | 72.73           | 1               | 150.50          |
| 2                                             | Wakaba Higuchi           | Japon          | 210.90  | 8               | 65.89           | 2               | 145.01          |
| 3                                             | Satoko Miyahara          | Japon          | 210.08  | 3               | 74.36           | 3               | 135.72          |
| 4                                             | Carolina Kostner         | Italie         | 208.88  | 1               | 80.27           | 5               | 128.61          |
| 5                                             | Alina Zagitova           | Russie         | 207.72  | 2               | 79.51           | 7               | 128.21          |
| 6                                             | Bradie Tennell           | États-Unis     | 199.89  | 7               | 68.76           | 4               | 131.13          |
| 7                                             | Gabrielle Daleman        | Canada         | 196.72  | 6               | 71.61           | 8               | 125.11          |
| 8                                             | Maria Sotskova           | Russie         | 196.61  | 5               | 71.80           | 9               | 124.81          |
| 9                                             | Loena Hendrickx          | Belgique       | 192.31  | 10              | 64.07           | 6               | 128.24          |
| 10                                            | Mirai Nagasu             | États-Unis     | 187.52  | 9               | 65.21           | 11              | 122.31          |
| 11                                            | Elizabet Tursynbaeva     | Kazakhstan     | 186.85  | 11              | 62.38           | 10              | 124.47          |
| 12                                            | Mariah Bell              | États-Unis     | 174.40  | 17              | 59.15           | 12              | 115.25          |
| 13                                            | Nicole Schott            | Allemagne      | 174.13  | 12              | 61.84           | 14              | 112.29          |
| 14                                            | Laurine Lecavelier       | France         | 173.23  | 15              | 59.79           | 13              | 113.44          |
| 15                                            | Kim Ha-nul               | Corée du Sud   | 170.68  | 14              | 60.14           | 15              | 110.54          |
| 16                                            | Viveca Lindfors          | Finlande       | 166.23  | 13              | 60.18           | 16              | 106.05          |
| 17                                            | Kailani Craine           | Australie      | 154.41  | 20              | 56.90           | 18              | 97.51           |
| 18                                            | Eliška Březinová         | Tchéquie       | 153.14  | 18              | 58.37           | 19              | 94.77           |
| 19                                            | Stanislava Konstantinova | Russie         | 153.03  | 16              | 59.19           | 20              | 93.84           |
| 20                                            | Alexia Paganini          | Suisse         | 149.66  | 19              | 57.86           | 22              | 91.80           |
| 21                                            | Elisabetta Leccardi      | Italie         | 149.17  | 23              | 51.13           | 17              | 98.04           |
| 22                                            | Daša Grm                 | Slovénie       | 144.51  | 22              | 52.43           | 21              | 92.08           |
| 23                                            | Ivett Tóth               | Hongrie        | 136.87  | 24              | 50.63           | 23              | 86.24           |
| 24                                            | Choi Da-bin              | Corée du Sud   | Abandon | 21              | 55.30           | NC              | NC              |
| Patineuses éliminées après le programme court |                          |                |         |                 |                 |                 |                 |
| 25                                            | Larkyn Austman           | Canada         |         | 25              | 50.17           | NC              | NC              |
| 26                                            | Li Xiangning             | Chine          |         | 26              | 50.06           | NC              | NC              |
| 27                                            | Nicole Rajičová          | Slovaquie      |         | 27              | 49.87           | NC              | NC              |
| 28                                            | Amy Lin                  | Taipei chinois |         | 28              | 49.31           | NC              | NC              |
| 29                                            | Anita Östlund            | Suède          |         | 29              | 48.99           | NC              | NC              |
| 30                                            | Alisa Stomakhina         | Autriche       |         | 30              | 48.71           | NC              | NC              |
| 31                                            | Elžbieta Kropa           | Lituanie       |         | 31              | 46.53           | NC              | NC              |
| 32                                            | Natasha McKay            | Royaume-Uni    |         | 32              | 45.89           | NC              | NC              |
| 33                                            | Anne Line Gjersem        | Norvège        |         | 33              | 45.25           | NC              | NC              |
| 34                                            | Gerli Liinamäe           | Estonie        |         | 34              | 45.14           | NC              | NC              |
| 35                                            | Isadora Williams         | Brésil         |         | 35              | 42.16           | NC              | NC              |
| 36                                            | Antonina Dubinina        | Serbie         |         | 36              | 41.40           | NC              | NC              |
| 37                                            | Angelīna Kučvaļska       | Lettonie       |         | 37              | 35.78           | NC              | NC              |

### Couples
| Rang                                      | Nom                                        | Pays          | Points | Programme court | Programme court | Programme libre | Programme libre |
| ----------------------------------------- | ------------------------------------------ | ------------- | ------ | --------------- | --------------- | --------------- | --------------- |
| 1                                         | Aljona Savchenko / Bruno Massot            | Allemagne     | 245.84 | 1               | 82.98           | 1               | 162.86          |
| 2                                         | Evgenia Tarasova / Vladimir Morozov        | Russie        | 225.53 | 2               | 81.29           | 2               | 144.24          |
| 3                                         | Vanessa James / Morgan Ciprès              | France        | 218.36 | 3               | 75.32           | 3               | 143.04          |
| 4                                         | Natalia Zabiiako / Aleksandr Enbert        | Russie        | 207.88 | 4               | 74.38           | 6               | 133.50          |
| 5                                         | Nicole Della Monica / Matteo Guarise       | Italie        | 206.06 | 5               | 72.53           | 5               | 133.53          |
| 6                                         | Kirsten Moore-Towers / Michael Marinaro    | Canada        | 204.33 | 10              | 70.49           | 4               | 133.84          |
| 7                                         | Yu Xiaoyu / Zhang Hao                      | Chine         | 203.36 | 9               | 71.31           | 7               | 132.05          |
| 8                                         | Kristina Astakhova / Alexei Rogonov        | Russie        | 202.16 | 7               | 71.62           | 9               | 130.54          |
| 9                                         | Peng Cheng / Jin Yang                      | Chine         | 202.07 | 6               | 71.98           | 10              | 130.09          |
| 10                                        | Valentina Marchei / Ondřej Hotárek         | Italie        | 202.02 | 8               | 71.37           | 8               | 130.65          |
| 11                                        | Anna Dušková / Martin Bidař                | Tchéquie      | 189.60 | 13              | 66.29           | 11              | 123.31          |
| 12                                        | Ryom Tae-ok / Kim Ju-sik                   | Corée du Nord | 188.77 | 12              | 66.32           | 12              | 122.45          |
| 13                                        | Annika Hocke / Ruben Blommaert             | Allemagne     | 184.83 | 16              | 63.26           | 13              | 121.57          |
| 14                                        | Miriam Ziegler / Severin Kiefer            | Autriche      | 184.30 | 14              | 65.21           | 14              | 119.09          |
| 15                                        | Alexa Scimeca Knierim / Chris Knierim      | États-Unis    | 182.04 | 11              | 69.55           | 15              | 112.49          |
| 16                                        | Ekaterina Alexandrovskaïa / Harley Windsor | Australie     | 177.46 | 15              | 65.02           | 16              | 112.44          |
| Couples éliminés après le programme court |                                            |               |        |                 |                 |                 |                 |
| 17                                        | Deanna Stellato-Dudek / Nathan Bartholomay | États-Unis    |        | 17              | 61.48           | NC              | NC              |
| 18                                        | Camille Ruest / Andrew Wolfe               | Canada        |        | 18              | 59.98           | NC              | NC              |
| 19                                        | Paige Conners / Evgeni Krasnopolski        | Israël        |        | 19              | 58.44           | NC              | NC              |
| 20                                        | Laura Barquero / Aritz Maestu              | Espagne       |        | 20              | 58.36           | NC              | NC              |
| 21                                        | Lana Petranović / Antonio Souza-Kordeiru   | Croatie       |        | 21              | 57.25           | NC              | NC              |
| 22                                        | Julianne Séguin / Charlie Bilodeau         | Canada        |        | 22              | 55.68           | NC              | NC              |
| 23                                        | Ioulia Chtchetinina / Mikhail Akulov       | Suisse        |        | 23              | 53.62           | NC              | NC              |
| 24                                        | Miu Suzaki / Ryuichi Kihara                | Japon         |        | 24              | 53.33           | NC              | NC              |
| 25                                        | Lola Esbrat / Andrei Novoselov             | France        |        | 25              | 51.94           | NC              | NC              |
| 26                                        | Kim Kyu-eun / Alex Kam                     | Corée du Sud  |        | 26              | 42.85           | NC              | NC              |
| 27                                        | Zoe Jones / Christopher Boyadji            | Royaume-Uni   |        | 27              | 42.02           | NC              | NC              |
| 28                                        | Elizaveta Kashitsyna / Márk Magyar         | Hongrie       |        | 28              | 36.33           | NC              | NC              |

### Danse sur glace
| Rang                                            | Nom                                     | Nation       | Points | Danse courte | Danse courte | Danse libre | Danse libre |
| ----------------------------------------------- | --------------------------------------- | ------------ | ------ | ------------ | ------------ | ----------- | ----------- |
| 1                                               | Gabriella Papadakis / Guillaume Cizeron | France       | 207.20 | 1            | 83.73        | 1           | 123.47      |
| 2                                               | Madison Hubbell / Zachary Donohue       | États-Unis   | 196.64 | 2            | 80.42        | 2           | 116.22      |
| 3                                               | Kaitlyn Weaver / Andrew Poje            | Canada       | 192.35 | 3            | 78.31        | 4           | 114.04      |
| 4                                               | Anna Cappellini / Luca Lanotte          | Italie       | 192.08 | 4            | 77.46        | 3           | 114.62      |
| 5                                               | Madison Chock / Evan Bates              | États-Unis   | 187.28 | 5            | 75.66        | 5           | 111.62      |
| 6                                               | Piper Gilles / Paul Poirier             | Canada       | 186.10 | 6            | 74.51        | 6           | 111.59      |
| 7                                               | Aleksandra Stepanova / Ivan Bukin       | Russie       | 184.01 | 7            | 74.50        | 7           | 109.51      |
| 8                                               | Tiffany Zahorski / Jonathan Guerreiro   | Russie       | 180.42 | 8            | 72.45        | 8           | 107.97      |
| 9                                               | Charlène Guignard / Marco Fabbri        | Italie       | 178.44 | 9            | 71.15        | 9           | 107.29      |
| 10                                              | Kaitlin Hawayek / Jean-Luc Baker        | États-Unis   | 165.28 | 15           | 63.48        | 10          | 101.80      |
| 11                                              | Kana Muramoto / Chris Reed              | Japon        | 164.38 | 10           | 65.65        | 11          | 98.73       |
| 12                                              | Olivia Smart / Adrià Díaz               | Espagne      | 162.05 | 12           | 63.73        | 12          | 98.32       |
| 13                                              | Marie-Jade Lauriault / Romain Le Gac    | France       | 159.64 | 14           | 63.50        | 13          | 96.14       |
| 14                                              | Carolane Soucisse / Shane Firus         | Canada       | 159.46 | 11           | 64.02        | 14          | 95.44       |
| 15                                              | Oleksandra Nazarova / Maxim Nikitin     | Ukraine      | 158.40 | 16           | 63.35        | 15          | 95.05       |
| 16                                              | Kavita Lorenz / Joti Polizoakis         | Allemagne    | 157.02 | 17           | 62.08        | 16          | 94.94       |
| 17                                              | Natalia Kaliszek / Maksym Spodyriev     | Pologne      | 151.46 | 13           | 63.70        | 19          | 87.76       |
| 18                                              | Wang Shiyue / Liu Xinyu                 | Chine        | 150.75 | 19           | 61.18        | 17          | 89.57       |
| 19                                              | Alisa Agafonova / Alper Uçar            | Turquie      | 149.05 | 20           | 60.38        | 18          | 88.67       |
| 20                                              | Allison Reed / Saulius Ambrulevičius    | Lituanie     | 148.30 | 18           | 61.33        | 20          | 86.97       |
| Couples de danse éliminés après la danse courte |                                         |              |        |              |              |             |             |
| 21                                              | Min Yu-ra / Alexander Gamelin           | Corée du Sud |        | 21           | 58.82        | NC          | NC          |
| 22                                              | Tina Garabedian / Simon Proulx-Sénécal  | Arménie      |        | 22           | 58.64        | NC          | NC          |
| 23                                              | Cecilia Törn / Jussiville Partanen      | Finlande     |        | 23           | 57.96        | NC          | NC          |
| 24                                              | Lilah Fear / Lewis Gibson               | Royaume-Uni  |        | 24           | 57.56        | NC          | NC          |
| 25                                              | Lucie Myslivečková / Lukáš Csölley      | Slovaquie    |        | 25           | 55.54        | NC          | NC          |
| 26                                              | Cortney Mansour / Michal Češka          | Tchéquie     |        | 26           | 55.27        | NC          | NC          |
| 27                                              | Anna Yanovskaya / Ádám Lukács           | Hongrie      |        | 27           | 54.11        | NC          | NC          |
| 28                                              | Viktoria Kavaliova / Yurii Bieliaiev    | Biélorussie  |        | 28           | 50.40        | NC          | NC          |
| 29                                              | Teodora Markova / Simon Daze            | Bulgarie     |        | 29           | 47.57        | NC          | NC          |
| 30                                              | Chantelle Kerry / Andrew Dodds          | Australie    |        | 30           | 46.05        | NC          | NC          |
| 31                                              | Adel Tankova / Ronald Zilberberg        | Israël       |        | 31           | 43.50        | NC          | NC          |